# Аллея актёрской славы
Аллея актёрской славы — аллея звёзд российского киноискусства на Крепостной улице в южной части Театральной площади города Выборга, материальное свидетельство кинофестиваля, ежегодно проводимого в городе с 1993 года.

## Описание
Расположена напротив центральной лестницы кинотеатра «Выборг-Палас», в котором с 1993 года ежегодно проводится кинофестиваль «Окно в Европу».
Аллея открыта в 1998 году по образцу голливудской «Аллеи славы», Выборг в качестве места проведения массовых мероприятий с показом достижений киноискусства выбран как город, известный большой фильмографией.
Выборгский художник по камню Николай Малыхин создал первые звезды для аллеи.
На гранитных плитах с изображениями звёзд в рамках фестивальных мероприятий по решению организаторов фестиваля увековечиваются имена видных деятелей киноискусства: знаменитых российских и иностранных киноактёров, режиссёров, композиторов и всех, кто так или иначе связан с кино. На тротуаре вдоль Крепостной улицы по направлению от Театральной улицы к памятнику Выборгскому трамваю размещены эмблема кинофестиваля «Окно в Европу» (Выборгский драккар) и памятные звёзды (первоначально в один ряд, а после реконструкции 2014 года — в два ряда), при этом рядом с теми звёздами, что установлены прижизненно, имеются отпечатки рук знаменитостей.
Исследователем А. С. Мысько отмечается многообразие символических значений звёзд — пентаграмм, включающее вечную молодость, здоровье и одухотворённость жизни, а аллея рассматривается как одно из двух мест скопления пентаграмм в Выборге (наряду со зданием железнодорожного вокзала).
В 2023 году проведены работы по благоустройству аллеи, включавшие ремонт тротуаров и смену плитки с бетонной на гранитную.

## Увековеченные на аллее
- Эмблема кинофестиваля

- Александр Адабашьян;
- Алексей Балабанов;
- Александр Бородянский;
- Ролан Быков;
- Алексей Герман;
- Алексей Герман-младший;
- Станислав Говорухин;
- Владимир Грамматиков;
- Людмила Гурченко;
- Жерар Депардье;
- Георгий Жжёнов;
- Кшиштоф Занусси;
- Михаил Калик;
- Анатолий Кузнецов;
- Савва Кулиш;
- Ирина Купченко;
- Леонид Куравлёв;
- Лариса Лужина;
- Клара Лучко;
- Армен Медведев;
- Нина Меньшикова;
- Никита Михалков;
- Владимир Мотыль;
- Дмитрий Нагиев;
- Алексей Петренко;
- Александр Прошкин;
- Анатолий Ромашин;
- Станислав Ростоцкий;
- Эльдар Рязанов;
- Татьяна Самойлова;
- Светлана Светличная;
- Ирина Скобцева;
- Любовь Соколова;
- Александр Сокуров;
- Сергей Соловьёв;
- Олег Стриженов;
- Микаэл Таривердиев;
- Александр Татарский;
- Вячеслав Тихонов;
- Пётр Тодоровский;
- Али Хамраев;
- Борис Хмельницкий;
- Владимир Хотиненко;
- Евгений Цыганов;
- Сергей Шакуров;
- Карен Шахназаров;
- Василий Шукшин.